# Berente
Berente là một thị trấn thuộc hạt Borsod-Abaúj-Zemplén, Hungary. Thị trấn này có diện tích 9,2 km², dân số năm 2010 là 1119 người, mật độ 122 người/km².